# Gabriel de la Virgen de los Dolores
Gabriel de la Virgen de los Dolores (Asís, 1 de marzo de 1838-Isola del Gran Sasso d'Italia, 27 de febrero de 1862), también conocido como Gabriel de la Dolorosa, de nombre secular Francesco Possenti, fue un religioso pasionista canonizado en 1920. La Iglesia católica lo venera como patrono de la juventud, junto con san Luis Gonzaga.

## Biografía

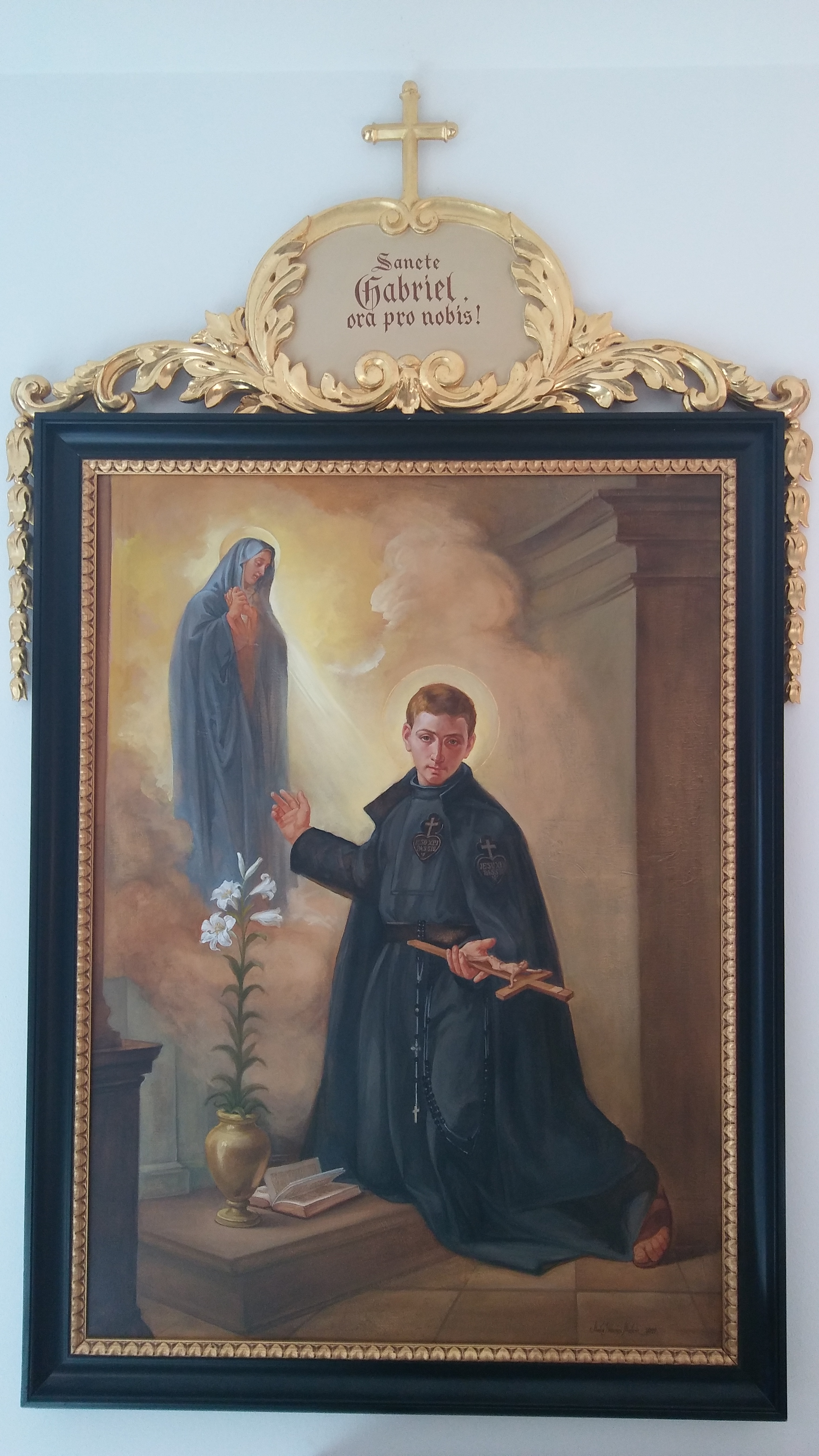
San Gabriel de la Virgen de los Dolores (pintura en el salón parroquial de Fiè allo Sciliar)

Francesco Possenti fue el undécimo de los trece hijos de una familia de clase media alta; en 1841, su madre murió, cuando el futuro santo tenía cuatro años de edad, y fue criado por su padre y hermanos. Su padre era un personaje muy importante en aquel entonces: comerciante y embajador de los Estados Pontificios.
Francesco se trasladó con su familia a la ciudad de Spoleto e inició sus estudios en el Internado de los Hermanos de las Escuelas Cristianas (lasallanos) y en el liceo jesuita de dicha ciudad. Muchacho guapo, alegre y cariñoso, y algo mimado por ser el más joven de la numerosa familia Possenti, recibió el llamado divino varias veces (dos de ellas durante graves enfermedades, otra tras la muerte de una de sus hermanas mayores), pero o lo rechazaba o lo postergaba por diversas razones; pero mientras asistía a una procesión mariana, tuvo una visión donde la imagen de la Virgen se movía y le decía: "Francesco, el mundo ya no es para ti, te espera la vida religiosa", y decidió entrar a la vida religiosa definitivamente, pese a las objeciones de su familia, que casi consideró esto como un capricho adolescente.
En 1856, convence a su gente de la sinceridad de sus intenciones y, luego de un año de prueba por parte de su familia, recibe la aprobación formal de su padre e ingresa como religioso pasionista en el noviciado de Morrovalle, Macerata, tomando el nombre de Hermano Gabriel de la Virgen Dolorosa. En su breve pero fructífero tiempo como religioso, Gabriel se caracterizó por su piedad, su infatigable vida de oración y penitencia, y sobre todo, por su amor a Cristo y la Eucaristía.
Gabriel murió en el Monasterio Pasionista de Isola del Gran Sasso víctima de tuberculosis, en 1862. Sus reliquias hoy se veneran en un moderno santuario contiguo al antiguo monasterio en el mismo pueblo donde falleció muy cerca de Teramo. S.S Pío XII lo bautizó como "El Santo de la Sonrisa". Fue canonizado por S.S. Benedicto XV en 1920.

## Patronazgos
Fue declarado Patrono de la Juventud Católica Italiana, cinco años después. La santa seglar pasionista, Gema Galgani le atribuyó su curación de una grave meningitis.
Es el patrono de los estudiantes, sobre todo los seminaristas; algunos le consideran también el patrono no oficial de los francotiradores, debido a que se atribuye a Gabriel haber disuadido a un grupo de desertores de las tropas de Giuseppe Garibaldi de arrasar Isola en 1860, gracias a su manejo de armas de tiro (adquirido en sus tiempos de laico).